# شبكة النقل عبر أوروبا

خريطة شبكة النقل

شبكة النقل عبر أوروبا هي شبكة مخطط لها من الطرق والسكك الحديدية والمطارات والبنية التحتية للمياه في الاتحاد الأوروبي.

## نبذة
تعد شبكة النقل عبر أوروبا جزءًا من نظام أوسع للشبكات عبر أوروبا، بما في ذلك شبكة الاتصالات السلكية واللاسلكية وشبكة الطاقة المقترحة. تبنت المفوضية الأوروبية أول خطط عمل بشأن الشبكات عبر الأوروبية في عام 1990.
تتوخى شبكة النقل عبر أوروبا تحسينات منسقة للطرق الرئيسية والسكك الحديدية والممرات المائية الداخلية والمطارات والموانئ البحرية والموانئ الداخلية وأنظمة إدارة حركة المرور، مما يوفر طرقًا متكاملة ومتعددة الوسائط وعالية السرعة. اتخذ البرلمان الأوروبي والمجلس الأوروبي قرارًا بتبني شبكة النقل عبر أوروبا في يوليو 1996. يعمل الاتحاد الأوروبي على تعزيز الشبكات من خلال مزيج من القيادة والتنسيق وإصدار المبادئ التوجيهية وجوانب التمويل للتنمية.

## الإدارة
تدار هذه المشاريع تقنيًا وماليًا من قبل الوكالة التنفيذية للابتكار والشبكات، التي حلت محل الوكالة التنفيذية لشبكة النقل عبر أوروبا في 31 ديسمبر 2013.

## روابط خارجية
- Trans-European Transport Network (TEN-T) at الاتحاد الأوروبي official web site
- TEN-T Map (as of 2020)
- Plans as of October 2013 نسخة محفوظة 24 يونيو 2018 على موقع واي باك مشين.